# The Monks
The Monks fu un gruppo musicale attivo negli anni sessanta e fondato in Germania da cinque militari statunitensi di stanza a Francoforte. Il loro unico album, Black Monk Time, è considerato un capolavoro del periodo e ispiratore di band come Sex Pistols e Clash.

## Storia
Il gruppo venne fondato nel 1964 come "The Five Torquays" esordendo suonando classici standard del beat del periodo o brani di Chuck Berry. Nel 1965 pubblicarono un singolo, Boys Are Boys/There She Walks. Nel 1965 cambiarono nome in "The Monks". Nel 1966 il gruppo partecipa ad alcune trasmissioni per la televisione tedesca come Beat Club, dove presentano il loro singolo d'esordio Complication.
Nonostante lo scarso riscontro commerciale del primo singolo, riescono a pubblicarne altri due, I Can't Get Over You/Cuckoo nel 1966 e, nel 1967, Love Can Tame the Wild/He Went Down to the Sea. Nel 1966 venne pubblicato anche un long playing, Black Monk Time, pubblicato dalla Polydor Records, album che successivamente venne rivalutato dalla critica nonostante all'epoca risultò un flop. All'inizio del 1967 il gruppo si sciolse. Si riunirono per un concerto nell'ottobre 1999, in Germania.

## Caratteristiche estetiche e musicali
Si rasano la punta della testa, così da apparire come dei monaci, si vestono di nero e non disdegnano di indossare il saio sul palco.
Il tocco d'effetto lo dà il banjo elettrico al quale viene dato un suono microfonato: Dave Day usa infatti questo strumento assolutamente atipico per il rock and roll amplificandolo con un microfono. Anche la chitarra elettrica viene suonata in modo inusuale e decisamente moderno. Si fa spesso ricorso al feedback. Dal vivo ci sono pezzi dove in due o tre suonano le percussioni o dove più componenti del gruppo pizzicano o percuotono la chitarra sdraiata sul palco. Il sound risultante è tribale, animalesco, frastornante.
I loro testi sono prevalentemente a sfondo socio/politico.

## Formazione
- Gary Burger: chitarra e voce
- Larry Clark: organo e voce
- Dave Day: chitarra ritmica e voce
- Roger Johnston: batteria e voce
- Eddie Shaw: basso e voce

## Discografia

### Album di studio
- 1966 - Black Monk Time

### Singoli
- 1965 - Boys Are Boys/There She Walks (come "The Five Torquays")
- 1966 - Complication/Oh-How to Do Now
- 1966 - I Can't Get Over You/Cuckoo
- 1967 - Love Can Tame the Wild/He Went Down to the Sea
- 2009 - Pretty Suzanne/Monk Time

### EP
- 2017 - Hamburg Recordings 1967

### Album dal vivo
- 2000 - Let's Start a Beat! - Live From Cavestomp!

### Compilation
- 1999 - Five Upstart Americans
- 2006 - Demo Tapes 1965 (ristampa di Five Upstart Americans)
- 2009 - The Early Years 1964 - 1965 (ristampa di Five Upstart Americans)